# Герб Гайсинського району
Герб Га́йсинського райо́ну — один із офіційних символів Гайсинського району Вінницької області.
Автор — Олександр Косаківський.

## Опис
Геральдичний щит має форму прямокутника з півколом в основі (іспанський). Двома дугами, вигнутими геральдично вправо, що виходять з лівого верхнього кута, щит розділено на три частини, які поєднують історичний розвиток Гайсинського краю із сьогоденням.
Основним полем герба є смуга червоного кольору, що проходить по його центру, зменшуючись зліва направо. Знизу червоної частини, в середині основи — дві перехрещені шаблі вістрями вгору.
Права частина герба забарвлена зеленим кольором. У цій частині зображено сріблясте орлине крило, яке є історичним символом краю, починаючи з XVII століття. Саме в цей період Гайсин стає повітовим центром Гайсинської округи Подільської губернії. Гайсинський повіт ділиться на три округи і 12 волостей, що свідчило про утвердження Гайсинського краю і міста Гайсина.
Нового розвитку набуває геральдика міст та місцевостей і в 1744 році тодішня центральна влада в особі Августа ІІІ надає, на той час повітовому місту Гайсин, гербовий привілей з орлиним крилом сріблястого кольору.
У верхній лівій частині герба синього кольору розташоване зображення золотого сонця.
Щит обрамлений золотим декоративним картушем з орнаментом, на якому зображено колосся з повітовою (що відповідає районному статусу) короною з п'ятьма зубцями. Знизу — стрічка синього кольору, на якій відображено дату утворення Гайсинського району — 1923.

## Символіка
- Червона барва (у чорно-білому зображенні штрихується чорними вертикальними лініями) символізує мужність і великодушність жителів району, відповідає кольору козацьких знамен, а також закликає молоде покоління до отримання знань щодо історії рідного краю і тісного взаємозв'язку з європейською спільнотою.
- Дві перехрещені шаблі є свідченням того, що на Гайсинській землі з давніх часів розвивалось і існувало козацтво, предками мешканців Гайсинщини є козаки, які споконвіку захищали і боронили свою малу Батьківщину від ворогів — татар, поляків та німецьких загарбників.
- Зелена барва (у чорно-білому зображенні передається косим штрихуванням справа на ліво) символізує надію, достаток, волю жителів краю, а також є підтвердженням того, що на території району ліси, зелені насадження, та сільськогосподарські угіддя займають основну його частину. Крім того зелена фарба є символом сільськогосподарського виробництва, що підтверджує аграрний розвиток району.
- Орлине крило символізує силу духу, міцність і твердість мешканців краю, які змогли перебороти протягом тисячоліть біди, негаразди, голодомори і війни.
- Синій колір (у чорно-білій передачі позначається горизонтальними штрихами) уособлює вірність своїй малій Батьківщині, чесність і натхнення жителів краю, а також мирне безхмарне небо. Крім того, синя фарба відповідає символам колишньої Подільської губернії та сьогоднішньої Вінницької області, до складу якої входить Гайсинський район.
- Геральдична фігура у вигляді сонця символізує чистоту і світлість душі. Сонце є земельними символами Поділля та Брацлавщини, тепер входить до герба Вінницької області й означає адміністративну приналежність Гайсинського району.